# 河間路

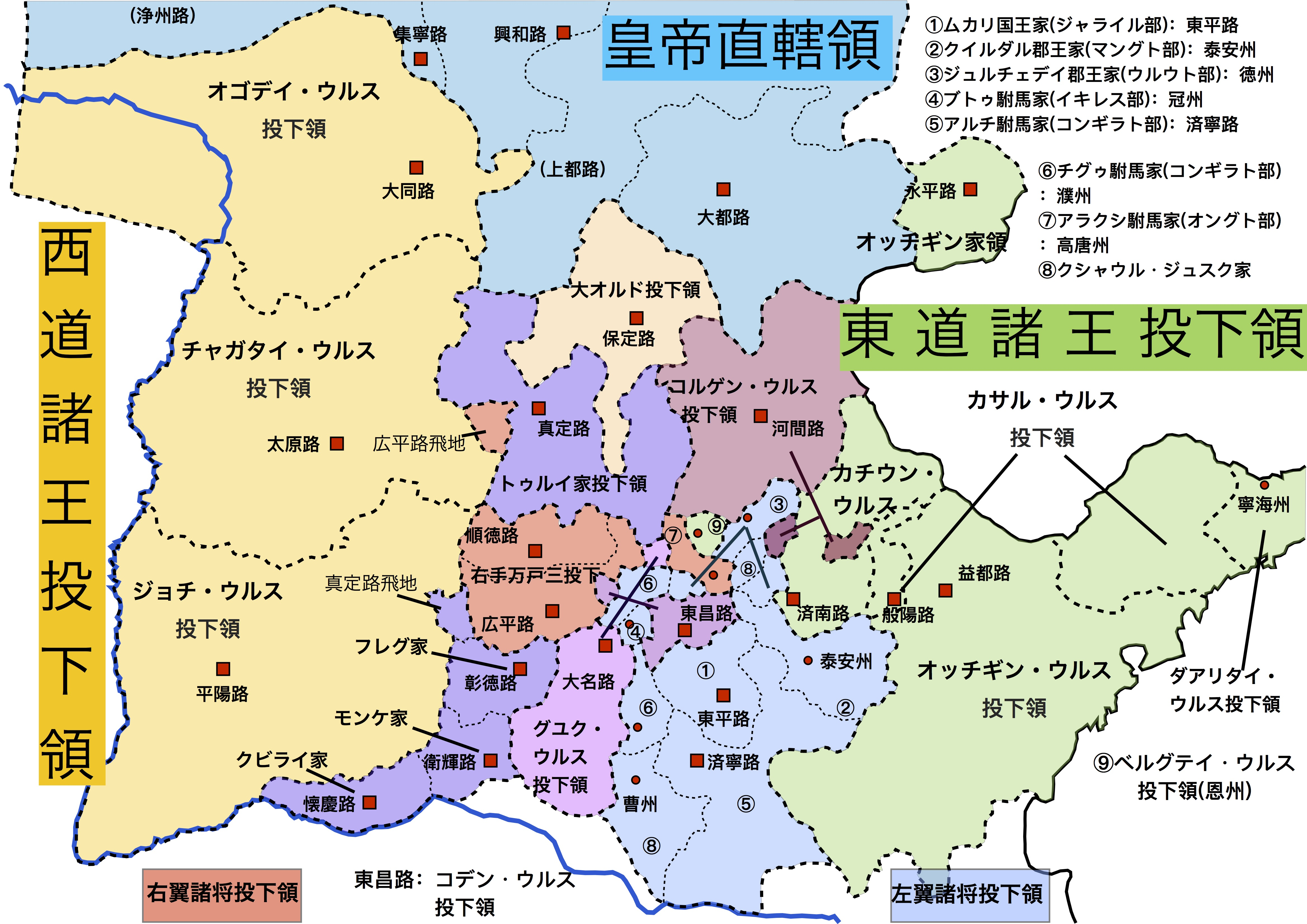
モンゴル時代の華北投下領。河間路は右上に位置する。

河間路（かかんろ）は、中国にかつて存在した路。モンゴル帝国および大元ウルスの時代に現在の河北省滄州市一帯に設置された。治所は河間府で、『東方見聞録』ではカチャンフ (Cacianfu) として名前が挙げられている。
チンギス・カンの庶子のコルゲンを始祖とするコルゲン・ウルスの投下領であった。

## 歴史
唐代の瀛州、宋代の河間府を前身とする。1236年、第2代皇帝オゴデイは河北の諸路を諸王・勲臣に分配した（丙申年分撥）が、この時河間府はチンギス・カンの庶子のコルゲンの投下領とされた。この時の分撥では諸王が元来有する遊牧民の約10倍強の人口を有する地方が投下領として授けられており、4千の遊牧民を有するコルゲンの河間府の人口は45,930であった。
また、『元史』巻95食貨志3には河間路の中に、イェス＝ブカ（4千戸）・カダアン＝タイシ（千戸）・イェスウル（3千戸）・テレングト（千戸）から成る「左手九千戸」の投下領が含まれていたことが記録されている。この「左手九千戸」の投下領も1236年の丙申年分撥で設定されたものであるが、コルゲンへの分撥に内包されていたために『元史』巻2太宗本紀には記されていないと考えられている。
1287年（至元24年）にナヤンが叛乱を起こした際（ナヤン・カダアンの乱）、コルゲンの末裔であるエブゲンもこれに呼応したため、「エブゲンが管轄する河間のダルガチを罷免した」とする記録が残されている。これにより、国初以来変わらず河間路がコルゲン王家の投下領であったことが確認される。

## マルコ・ポーロによる記録
クビライの治世に大元ウルスを訪れたとされるマルコ・ポーロは河間路についても『東方見聞録』の中で言及している。

## 管轄州県
河間路には録事司、23県（内6県が路の直轄）、6州が設置されていた。

### 6県
- 河間県
- 粛寧県
- 斉東県…カダアン・タイシ千戸の投下領
- 寧津県…ジャライルタイ・イェスル3千戸の投下領
- 臨邑県…テレングト千戸の投下領
- 青城県…コルゲンの生母クランの主宰する第2オルドの投下領[8]

### 6州
- 滄州…清池県・楽陵県・南皮県・無棣県・塩山県を管轄する[10]
- 景州…蓨県・故城県・阜城県・東光県・呉橋県を管轄する[11]
- 清州…会川県・靖海県・興済県を管轄する[12]
- 献州…楽寿県・交河県を管轄する[13]
- 莫州…莫亭県・任丘県を管轄する[14]
- 陵州[15]…イェス・ブカ4千戸の投下領

なお、斉東県と臨邑県は他の路・州を挟んだ飛び地となっているが、このような飛び地が存在するのはコルゲン家の投下領を前提として、後からそれを追認する形で行政区画が定められたためである。